# Eadwald
Pour l'ermite de Cerne, voir Eadwold.
Eadwald est roi d'Est-Anglie dans la dernière décennie du VIIIe siècle.

## Biographie
Après la mort d'Offa de Mercie, qui régnait sur le royaume des Angles de l'Est, et de son fils Ecgfrith, toutes deux survenues en 796, l'Est-Anglie redevient brièvement indépendante sous Eadwald avant d'être reconquise par Cenwulf. La Chronique anglo-saxonne ne le mentionne pas, et il n'est quasiment connu que par ses monnaies. Elles sont supplantées par celles de Cenwulf vers 805, ce qui suggère que son règne s'est achevé vers cette date.